# Volvo 300-serie

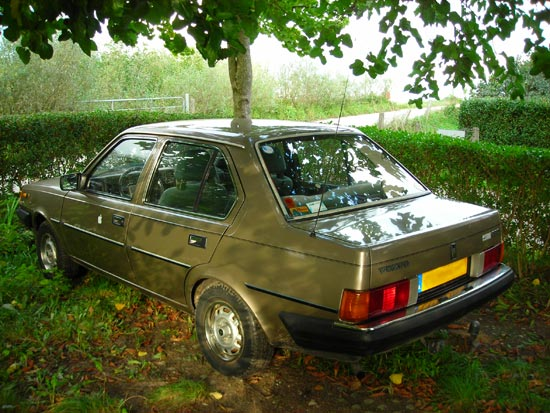
360 sedan 4-deurs uit de periode 1983-1985

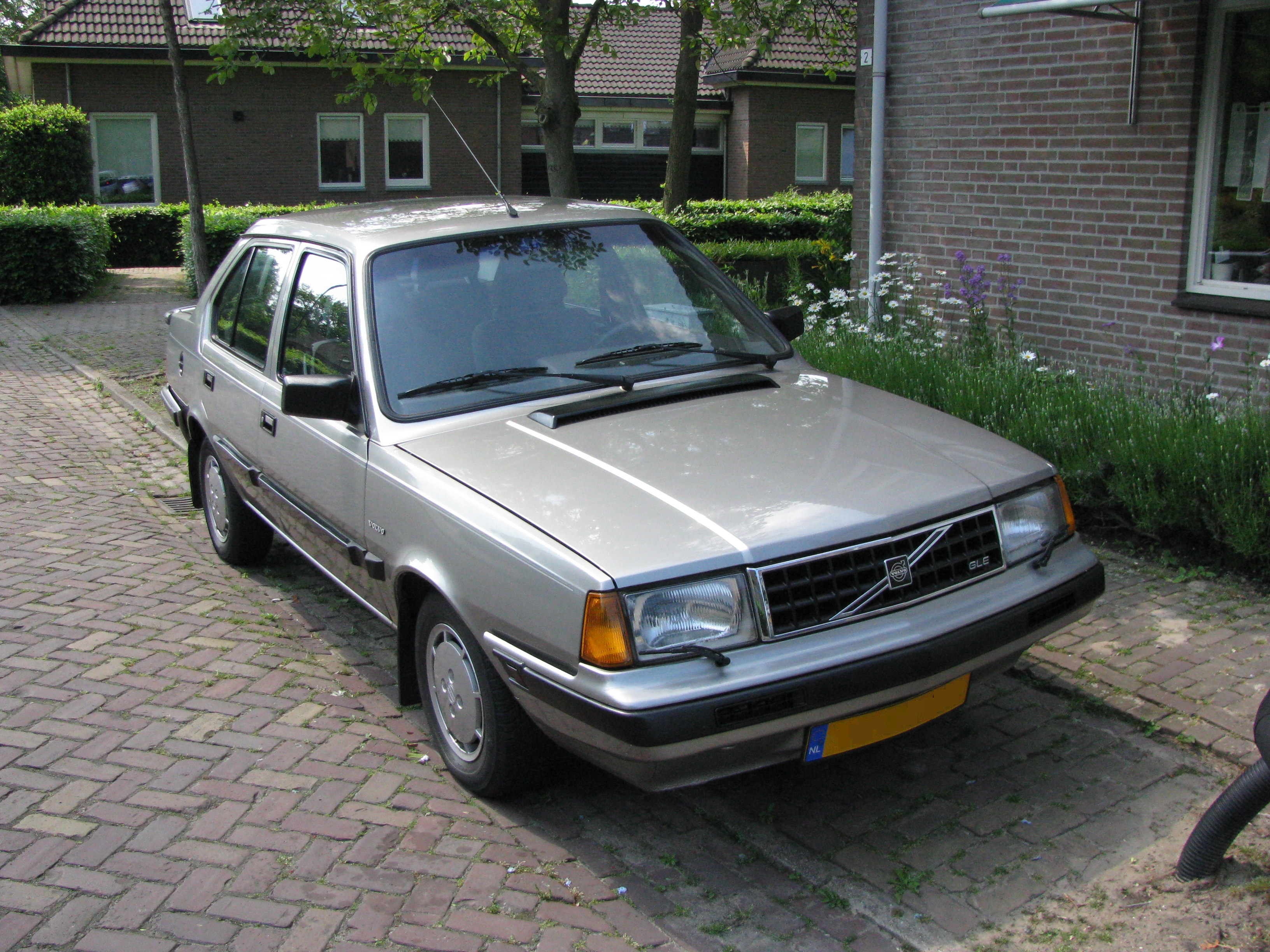
1988 Volvo 340 GLE Millionaire

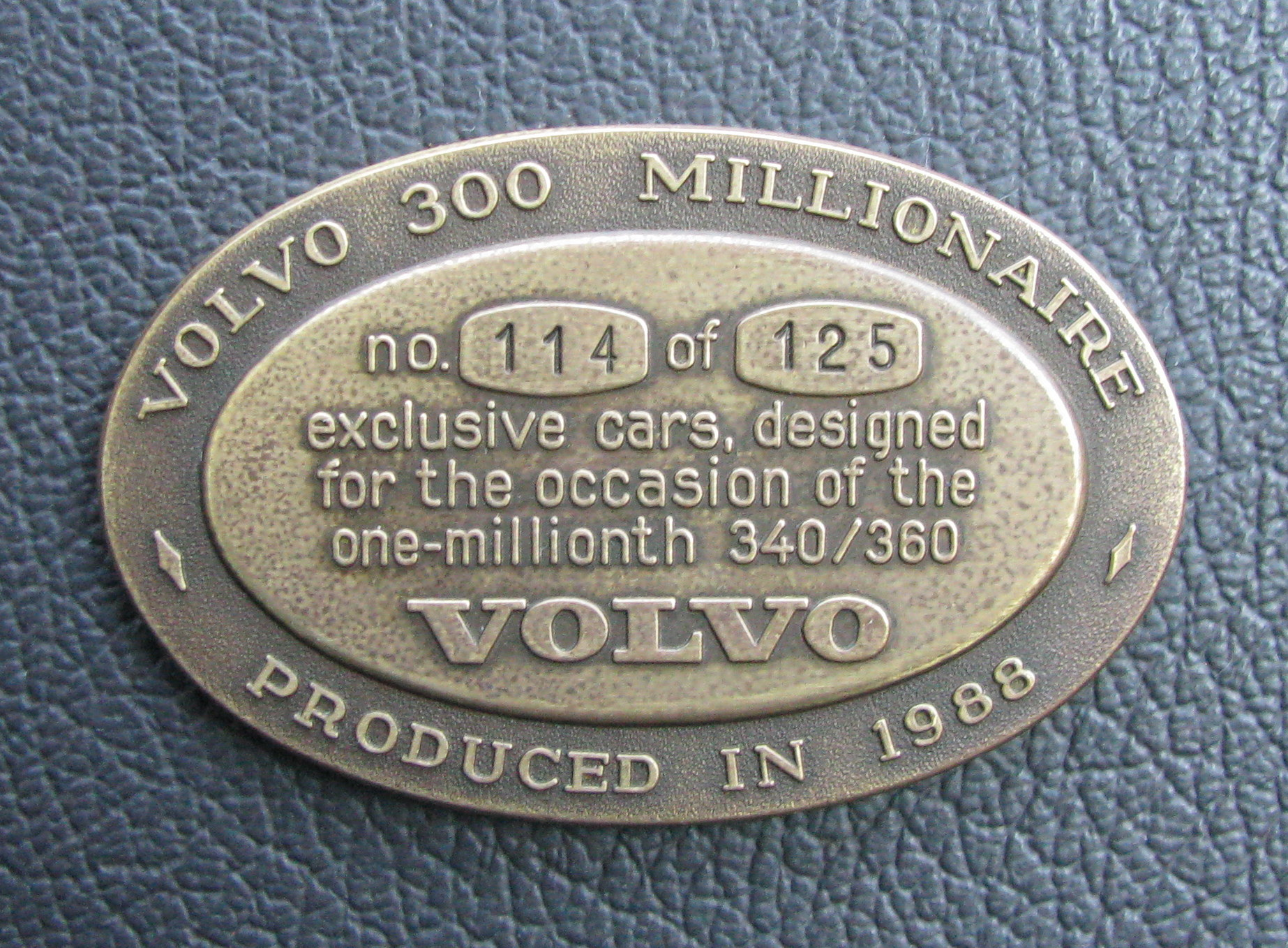
Uniek nummer van een 340 GLE Millionaire

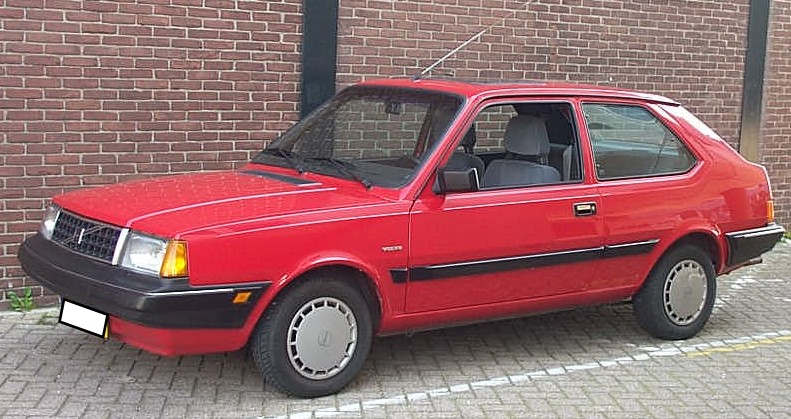
Volvo 340 3-deurs van na de facelift uit 1985

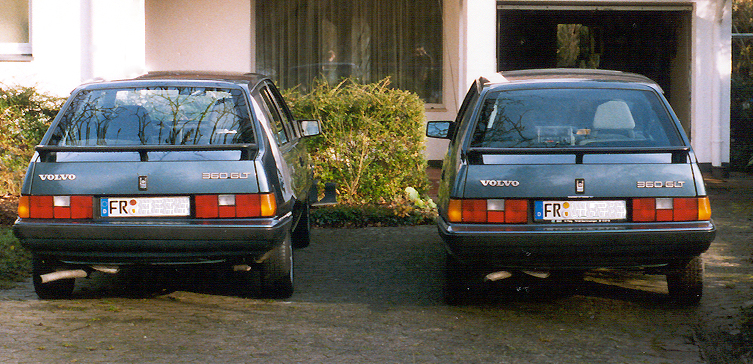
Volvo 360 GLT hatchback

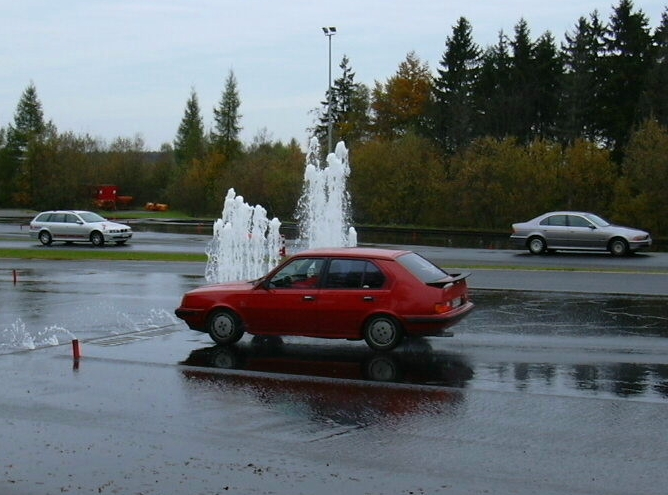
Een Volvo 360 op de testbaan

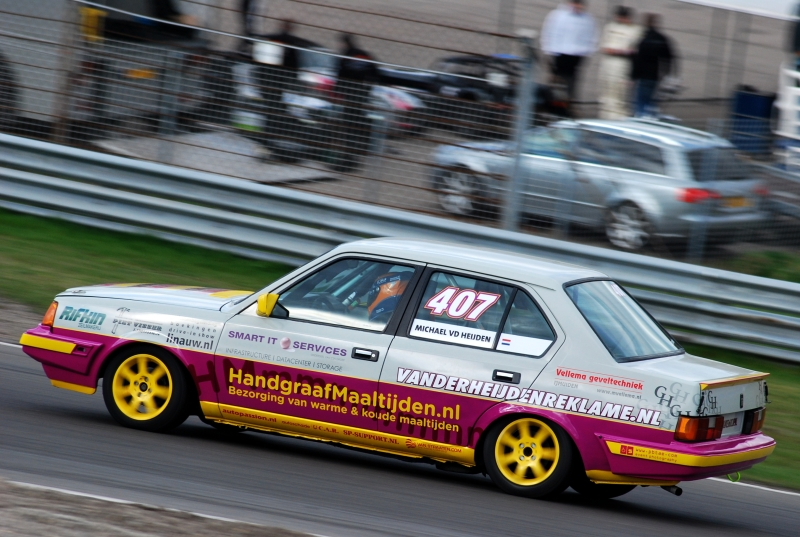
2010 Volvo 360 Cup Auto

De Volvo 300-serie is een compacte middenklasser van de Zweedse autofabrikant Volvo, geproduceerd tussen 1976 en 1991. De auto is in het begin van de jaren zeventig ontworpen door de Nederlandse autofabrikant DAF als de DAF 77. In 1975 werd de personenautodivisie van dit bedrijf overgenomen door Volvo. Volvo verbeterde het ontwerp, paste het aan aan zijn normen en bracht het in 1976 op de markt als de Volvo 343. De 343 werd gebouwd in het Limburgse Born door de Volvo Car-, later NedCar-, fabriek.

## Volvo 343/345
In februari 1976 werd in het Zweedse Göteborg de Volvo 300-serie aan de autovakpers getoond. In maart 1976 mocht het grote publiek kennismaken met de nieuwe Volvo op de Autosalon van Genève. De productie van de 300-serie was inmiddels in volle gang. De 343 werd door de pers en het publiek positief ontvangen. Er was echter ook kritiek: de 1.4 motor was aan de lichte kant in verhouding met het gewicht van de auto en de prijs was aan de hoge kant. De 343 was uitsluitend verkrijgbaar met een variomatic-versnellingsbak. De krachtbron van de 343 was een 1.4 liter motor van Renault van 70 pk. De topsnelheid bedroeg 150 kilometer per uur.
In 1977 verscheen een actiemodel, genaamd 343 DL Special. In 1978 verscheen er weer een actiemodel dat door het leven ging als 343 Black Beauty. De Black Beauty was een zwarte 343 met een speciale striping en velgen. Ook had de auto een bijzonder interieur met rode velours stof als stoelbekleding. In de loop van 1978 werd de 343 opgefrist; zo kreeg de 343 een nieuw type stalen velgen, nieuwe voorstoelen en een op detail aangepast dashboard. Tevens werden de bumpers licht geretoucheerd en was de auto in nieuwe kleuren leverbaar.
Vanaf het modeljaar 1979 was de 343 ook verkrijgbaar met een handgeschakelde vierversnellingsbak, afkomstig uit de Volvo 240-serie. Volvo hoopte hiermee de verkoopaantallen van de 343 te vergroten. Van de 343 verscheen weer een nieuwe uitvoering op de markt. Deze heette de 343 GL. Ook kwam er een vijfdeurs versie op de markt, onder de benaming Volvo 345.
Bertone ontwierp voor Volvo een speciale coupé op basis van de 343. In 1979 werd het ontwerp gepresenteerd als 343 Tundra, gebaseerd op het al bestaande ontwerp uit 1977 van de Reliant FW11. Volvo wees dit ontwerp al snel af. Kort voor de presentatie van de Volvo Tundra werd het ontwerp van de FW11 al verder ontwikkeld voor de opvolger van de Citroën GS/GSA, de in 1982 geïntroduceerde Citroën BX.
In 1980 kwam er weer een nieuw actiemodel op de markt. De naam hiervan was 343 DL Blue Special. In augustus 1980 werd de 343 leverbaar met een 2.0 liter motor. Deze motor, type B19, was afkomstig uit de Volvo 240. Voor het onderbrengen van de tweeliter motor moest de motorkap iets verhoogd worden. De benaming voor de 2.0 liter versie was DLS en GLS. Inmiddels zijn beide varianten zeer zeldzaam geworden.
In 1981 werden de 343 en 345 gemodificeerd: de grille, koplampen, motorkap en knipperlichten werden gewijzigd. De 343/345 paste hierdoor beter in het Volvo-gamma. Verder verscheen er in dit jaar een nieuw actiemodel, genaamd 343/345 Winner. De Winner moest afrekenen met het dure imago dat Volvo destijds had. Het was wel een heel kale versie. Zelfs een hoedenplank en een klokje zat er niet bij en om de versnellingspook zat geen lederen bekleding. In Duitsland werd deze auto leverbaar onder de naam 343 Junior.
In 1982 verscheen een nieuw actiemodel op basis van de 345. Dit actiemodel kreeg de benaming 345 GLS Blue Line. Bijzonder was dat deze versie een vijfversnellingsbak bezat.
In februari 1982 werd de 343 in een bedrijfswagenuitvoering geproduceerd. Deze uitvoering onder de naam 343 VAN was op verzoek van de PTT ontwikkeld. De 343 VAN was een 3/5-deurs met gesloten achterste zijruiten, een vlakke laadvloer, en een tussenschot achter de voorstoelen.

## Volvo 340/360
In augustus 1982 kreeg de 343/345 een nieuw interieur. Met deze verandering werd ook de auto omgedoopt in 340 en 360. De 360 was de 2.0 liter-variant van de 340. Van de 360 verscheen bij introductie direct een speciaal model op de markt. Dit model had de benaming 360 GLT. Het was een zeer luxe en sportieve auto met achterspoiler op de kofferklep, mistlampen voor, sportstuur en licht metalen velgen.
In 1985 werd een sedan gepresenteerd op basis van de 340/360. De meest luxe uitvoering van de sedan was de 360 GLE. Verder verdween het kleine driehoeks voorraampje met raamstijl van de 340/360 en werd er een sterkere 1.4 litermotor leverbaar op de 340.
In 1984 werden de actiemodellen 340 DL Special en 340 GL Special leverbaar. Verder kon de 340 sinds 1984 ook uitgerust worden met een 1.6 liter dieselmotor, afkomstig van Renault. In 1985 verscheen er voorts nog een 360 GLS Special.
Eind 1985 (modeljaar 1986) onderging de 340/360-serie een facelift. Zo kreeg de auto nieuwe bumpers, nieuwe lichtmetalen/stalen velgen en nieuwe achterlichtunits. In het benzine-gamma werd de grote kloof tussen de tamme 1.4 liter motor en de robuuste 2.0 liter motor opgevuld door de 1.7 liter (82 pk) van Renault, standaard gekoppeld aan een handgeschakelde 5-bak. Ook werd de 340/360 leverbaar in nieuwe kleuren.
In 1986 verscheen een nieuw actiemodel van de 340, de 340 Winner Special, met standaard accessoires als een aansteker, kwartsklokje en striping rondom.
In 1987 werd de 360 GLE (sedan) vervangen door de luxe 360 GLT die daarmee vanaf dat moment zowel leverbaar was als vierdeurs sedan als vijfdeurs hatchback. Verder verschenen drie nieuwe actiemodellen, te weten de 340 Blackline, 340 Blueline en de 340 Redline.
In 1988 rolde de miljoenste Volvo 300 van de band. Het miljoenste exemplaar werd feestelijk versierd en staat thans in het DAF museum in Eindhoven. In het kader van de miljoenste Volvo 300 serie werd er een speciaal actiemodel op de markt gebracht. Dit actiemodel droeg in Nederland de naam 340 GLE Millionaire, en in andere landen veelal 360 Millionaire. Het waren zeer luxe en exclusieve modellen die voorzien waren van een badge met exclusief nummer op het dashboard. Voor de Engelse markt kwam de 340 GLE uit. Het was een 1.7-uitvoering die net zo luxe was als de 2.0 liter 360 GLE. Laatstgenoemde motorisering is in Nederland alleen leverbaar geweest als DL, GL, met als uitzondering natuurlijk de GLE Millionaire.
Door de introductie van de Volvo 440 en later 460 verloren de duurdere 300-modellen hun bestaansrecht. Het jaar 1989 was dan ook het laatste jaar voor de 360. Ook de 340/360-sedan verdween van het toneel. De 340-modellen werden teruggebracht tot de 340 Special, 340 GL en 340 GL Special.
In maart 1991, vlak na de AutoRai'91, viel uiteindelijk het doek voor de 300 serie. De laatst geproduceerde 300 serie was een witte 340 vijfdeurs. In 1992 werden de laatste 340's op kenteken gezet. Het betrof voornamelijk CVT-uitvoeringen. Aan het einde van de productie waren er 1,14 miljoen van geproduceerd. De meeste exemplaren werden verkocht in Nederland, België, het Verenigd Koninkrijk en de Scandinavische landen.

## Bijzondere uitvoeringen van de Volvo 300-serie
In de jaren tachtig gebruikten veel Nederlandse politiekorpsen (vooral de Rijkspolitie) Volvo's uit de 300-serie als dienstauto. Verreweg de meeste auto's waren 340 hatchbacks. Bijzonder was dat er ook 340 DL's geleverd werden aan de politie met een tweelitermotor. De tweelitermotor werd doorgaans alleen gebruikt in de 345 en 360.

## Aandrijving
Aanvankelijk was de 343 alleen verkrijgbaar met een 1.4 liter Renault-motor en Variomatic, die Volvo omdoopte tot CVT. Deze achter in de auto geplaatste automatische transmissie werd gecombineerd met een De Dion-as in een trans-axle-constructie. In de jaren zeventig zou het model niet echt succesvol zijn, mede doordat de rubberen aandrijfriemen snel sleten bij deze relatief zware auto. Ook het verbruik werd als nogal ongunstig ervaren; dat schommelde tussen 1:11 op de grote weg tot soms wel 1:7 in de stad. Op veler verzoek kwam in 1979 een handgeschakelde versnellingsbak beschikbaar. Het motorengamma werd stapsgewijs uitgebreid: in 1980 met een 2.0 liter benzine- (Volvo), in 1984 met een 1.6 liter diesel- (Renault) en in de zomer van 1985 met een 1.7 liter benzineversie (Renault). Mede door dit brede motorengamma werd de 300-serie in de jaren tachtig alsnog een verkoopsucces, zeker ook na de geslaagde facelift in 1986. Internationaal bleven de verkoopcijfers echter achter ten opzichte van de concurrentie, zoals de Opel Kadett-E, Volkswagen Golf II en Renault 9/11.

## Sportief gebruik van de Volvo 300-serie
Lange tijd werd de Volvo 300-serie (vooral in de CVT-uitvoering) gezien als vervoermiddel voor de wat oudere mensen. Dat de Volvo 300-serie ook een zeer sportieve auto was, bleek wel uit het feit dat veel 360's hun laatste dagen slijten op het circuit, mede door hun 'sportieve' achterwielaandrijving met een starre De Dion-as. Inmiddels heeft de Volvo 300-serie zijn eigen cup, de zogenaamde Volvo 360 Cup. Ook werd de 360 GLT regelmatig ingezet in de rallysport en heeft tussen 1988 en 1993 een Nederlands team met een zilvergrijze 360 GLT driedeurs hatchback uit 1983, deelgenomen aan het Open Nationaal Nederlands Rallykampioenschap. Ook was er voor sportieve Volvo rijders het R-Style Volvo Competition and Performance Parts programma met motor tuning kits, speciale remmen, verlagingssets, sportvelgen, sportsturen, sportuitlaten, spoilersets en verstralers en mistlampen.

## Opvolging
Vanaf 1988 werd de 300-serie opgevolgd door de eveneens in Nederland ontworpen 400-serie. In maart 1991 viel uiteindelijk het doek voor de 300-serie. De laatste exemplaren 340 verlieten in 1992 de showrooms van de Volvo-dealers.

## Volvo 300 Club
In september 2001 werd de Volvo 300 Club opgericht. Deze club brengt liefhebbers van de Volvo 300-serie met elkaar in contact. Het doel van de club is ervoor te zorgen dat de Volvo 300-serie (op kleinere schaal) levend wordt gehouden.

## Schaalmodellen
Sinds enige tijd brengt Neo Scale-models schaalmodellen (1:43) van de Volvo 340/360 op de markt. Van de 340 zijn een politie-variant en de Winner-uitvoering uitgebracht. Van de 360 zijn de sportieve GLT en de luxe GLS uitgebracht.
Ook zijn er diverse andere modellen. Hotwheels en Mattel hebben diverse 1:24 modellen uitgebracht met het eerste neusje. Hauteville heeft een zeer exclusieve 1:43 sedan gemaakt en Stahlberg heeft plastic promotiemodellen gemaakt in schaal 1:20. Deze werden verkocht via de Volvo dealers.